# Средний Абанур
Средний Абанур (горномар. Кокла Ӓвӓныр) — деревня в Килемарском районе Республики Марий Эл. Входит в состав Большекибеевского сельского поселения.

## География
Находится в западной части республики Марий Эл на расстоянии приблизительно 18 км по прямой на северо-восток от районного центра посёлка Килемары.

## История
Образована в 1893 году переселенцами из Пибаевской волости Вятской губернии. В советское время работал колхоз «Красный Октябрь».

## Население
Население составляло 43 человека (мари 98 %) в 2002 году, 29 в 2010.